# 주성중
주성중(1984년 5월 23일 ~ )은 대한민국의 희극 배우이다.

## 학력
- 서울오산고등학교
- 단국대학교(휴학)

## 출연작

### 방송
- 《웃음을 찾는 사람들》 (SBS)
- 《개그투나잇》 (SBS)
- 《개그 서바이벌 UFG》 (코미디TV)
- 《코미디빅리그》 (tvN)
- 《한판만 시즌 3》 (온게임넷)